# 塞尼萨特
塞尼萨特，是西班牙卡斯蒂利亚-拉曼恰自治区阿尔瓦塞特省的一个市镇。 总面积63km², 总人口1117人（2001年），人口密度18人/km²。